# Mellersta civilområdet
Mellersta civilområdet (Civo M) är ett svenskt civilområde inom totalförsvaret som verkade åren 1991–2000 och återigen från sista kvartalet 2022 och har dess huvudort i Örebro.

## Historik
Civilområdena tillkom den 1 juli 1951 och omfattande i stort sett samma geografiska område som de dåvarande militärområdena. År 1991 sammanslogs Östra civilområdet med Bergslagens civilområde, det som en följd av att följa militärområdesindelningen där Östra militärområdet sammanslogs med Bergslagens militärområde och bildade Mellersta militärområdet. Som en följd av försvarsbeslutet 2000 upplöstes och avvecklades samtliga civil- och militärområden, där civilområdena avvecklades den 31 december 2000.
För att stärka och kraftsamla totalförsvaret beslutade regeringen Andersson om att på högre regional nivå dela in landets 21 länsstyrelser i sex civilområden. Varje civilområde skulle bestå av två till sju länsstyrelser och ledas av en av regeringen utsedd länsstyrelse, där landshövdingen kom att benämnas civilområdeschef. Regeringen utsåg länsstyrelserna i Norrbotten, Skåne, Stockholm, Västra Götaland, Örebro, Östergötlands län som civilområdesansvariga för respektive civilområde. Civilområdena fick i uppgift att samordna det civila försvaret i en enhetlig inriktning. I samarbete med Försvarsmakten ska de också arbeta för att totalförsvaret inom civilområdet får en enhetlig inriktning. Den nya myndighetsstrukturen trädde i kraft den 1 oktober 2022.
I samband med inrättandet av de sex civilområdena tog Försvarsmakten ett interimsbeslut. Det i väntan på Försvarsmakten den 1 november 2022 skulle lämna en redovisning till regeringen avseende anpassning av den militära regionala ledningen till den civila. Försvarsmaktens interimslösning innebar att Försvarsmakten bibehöll sin indelning med fyra militärregioner och Gotlands regemente, där Mellersta militärregionen fick samverkansansvar med Mellersta civilområdet.

## Organisation
Åren 1991–1995 leddes civilområdet från Fridhemsgatan 2 i Örebro och åren 1996–2000 från Trädgårdsgatan 14 i Örebro. Mellersta civilregionen återetablerades den 1 oktober 2022 som en av sex civilregioner i Sverige och omfattar Dalarnas län, Gävleborgs län, Södermanlands län, Västmanlands län, Värmlands län, Uppsala län och Örebro län.

## Civilområdeschef
Civilområdet leds av Länsstyrelsen Örebro, där dess landshövdingen är tillika chef för civilområdet och benämnas civilområdeschef.

- 1991–1994: Sigvard Marjasin[4]
- 1995–2000: Gerd Engman[5]
- 2000–2021: Ej aktivt
- 2022–idag: Maria Larsson